# Echium orientale
Echium orientale är en strävbladig växtart som beskrevs av Carl von Linné. Echium orientale ingår i släktet snokörter, och familjen strävbladiga växter. Inga underarter finns listade i Catalogue of Life.